# Gare de Longuerue - Vieux-Manoir
Gare de Longuerue - Vieux-Manoir vasútállomás Franciaországban, Vieux-Manoir településen.

## Vasútvonalak
Az állomást az alábbi vasútvonalak érintik:
- Amiens–Rouen-vasútvonal

## Kapcsolódó állomások
A vasútállomáshoz az alábbi állomások vannak a legközelebb:
- Gare de Morgny
- Gare de Montérolier - Buchy